# Apiocera pearcei
Apiocera pearcei är en tvåvingeart som beskrevs av Mont A. Cazier 1941. Apiocera pearcei ingår i släktet Apiocera och familjen Apioceridae.
Artens utbredningsområde är Nevada. Inga underarter finns listade i Catalogue of Life.